# Gopa Samanta
Gopa Samanta, née en 1968, est une géographe indienne, professeure de géographie à l’université de Burdwan (Bengale-Occidental). Spécialiste des études de genre, de géographie urbaine et du développement, elle travaille notamment sur les petites villes en Inde.

## Biographie
Gopa Samanta est une géographe indienne, née en 1968.
Après une formation universitaire en géographie à l'université de Burdwan au Bengale-Occidental en Inde, elle y soutient sa thèse en 2002. De 2013 à 2015, elle est la directrice du département de géographie de l'université, avant d'y devenir professeure en 2014.
Elle dirige l'UGC- Human Resource Development Centre de l'université de Burdwan, la commission des subventions aux universités indiennes de 2019 et 2020.
Elle fait partie de la Deccan Geographical Society (depuis 2000), de l'Association of Hill Geographers (depuis 2010) et de l'Association of Bengal Geographers (depuis 2016).

## Travaux
Les travaux de recherche de Gopa Samanta s’inscrivent dans les études urbaines, de genre et les questions de développement. Elle participe à plusieurs projets de recherche collectifs interdisciplinaires, indiens et internationaux, sur des thèmes comme « genre et pauvreté », « gouvernance et services de première nécessité dans les petites villes indiennes »  ou « vies marginales dans des espaces marginaux »,.
Elle est l'autrice de plusieurs ouvrages dont notamment (avec Kuntala Lahiri-Dutt) de l’ouvrage Dancing with the River : People and Life on the Chars of South Asia (2013) qui étudie la vie des habitants des « chars », les masses sableuses de faible altitude, mi-terrestres, mi-aquatiques, qui existent dans le lit des rivières dans les plaines d'inondation du Bengale inférieur. Les autrices montrent comment les personnes qui y vivent oscillent entre légitimité et illégitimité.
Elle participe de 2015 à 2018 à une Jeune Equipe Associée à l’IRD dans le cadre du projet « India – Urban rural boundaries and basic services » où elle étudie les services urbains dans les petites villes et la redéfinition de l’urbain et de ses frontières.
Elle écrit aussi régulièrement sur les questions de genre, y compris dans la presse de langue bengalie afin d’atteindre un lectorat plus large, au-delà du monde académique.
Plus récemment, ce sont les questions de mobilité qui sont au centre de ses recherches. Outre son ouvrage Mobilities in India : the experience of suburban rail commuting (2021), elle évoque les questions de transport dans la presse nationale.
Son projet de recherche actuel, « Beyond Metropolitan Shadow : How Indian Small Cities grow and flourish ? », a pour objectif de développer les connaissances sur les petites villes en Inde, permettant une meilleure compréhension des dynamiques urbaines actuelles en Asie, au-delà et en dehors des grandes métropoles. Samanta y analyse de manière critique les frontières urbaines-rurales et les catégories spatiales utilisées dans l’aménagement du territoire en Inde.
Elle encadre également des thèses sur les espaces ruraux, sur les interactions entre les espaces ruraux et urbains et sur la gestion de l'eau en Inde,.

## Récompenses et honneurs
En 1991, Gopa Samanta est médaille d'or de l'université de Burdwan à la suite de son Master of Arts. En 2004, elle est visiting fellow (professeure invitée) à la Research School of Pacific and Asian Studies, à l'université nationale australienne de Canberra. En 2005, elle est visiting scholar à l'Institut français de Pondichéry.
L’université Sorbonne-Paris-Cité l'accueille en 2016 dans le cadre de la chaire Genre et égalité. Elle y donne des conférences centrées sur le thème du féminisme et des mouvements féministes en Inde.
En 2017, elle est visiting fellow au Gender Institute de l'université nationale australienne de Canberra.
Elle est invitée en 2018 par l’IRD dans le cadre du programme Mobilité Sud-Nord et accueillie au laboratoire CESSMA de l'université Paris Diderot.

## Principales publications en anglais

### Ouvrages
- (en) Gopa Samanta, Dancing with the river : people and life on the chars of South Asia, 2013 (ISBN 0-300-18957-5, 978-0-300-18957-5 et 1-299-59993-1, OCLC 849493504, lire en ligne)
- (en) Gopa Samanta, Negotiating terrain in local governance : freedom, functioning and barriers of women councillors in India, Springer, 2020, 203 p. (ISBN 978-3-030-60663-3 et 3-030-60663-5, OCLC 1244535962, lire en ligne)
- (en) Gopa Samanta, Mobilities in India : the experience of suburban rail commuting, Cham, Springer International Publishing, 2021, 183 p. (ISBN 978-3-030-78350-1 et 3-030-78350-2, OCLC 1262119841, lire en ligne)

### Articles
- (en) Kuntala Lahiri-Dutt et Gopa Samanta, « Constructing Social Capital: Self-Help Groups and Rural Women's Development in India », Geographical Research, vol. 44, no 3,‎ 2006, p. 285–295 (ISSN 1745-5871, DOI 10.1111/j.1745-5871.2006.00390.x, lire en ligne, consulté le 9 novembre 2021)
- (en) Gopa Samanta et Kuntala Lahiri-Dutt, « Marginal Lives in Marginal Lands: Livelihood strategies of women-headed, Immigrant households in the Charlands of the River Damodar, West Bengal », dans Sumi Krishna, Women's livelihood rights : recasting citizenship for development, Sage Publications, 2007 (ISBN 978-81-321-0153-6, OCLC 426490403, lire en ligne)
- (en) Partha Mukhopadhyay, Marie Helene Zerah, Gopa Samanta et Augustin Maria, « Understanding India's Urban Frontier: What is Behind the Emergence of Census Towns in India? », World Bank Policy Research Working Paper, Social Science Research Network, no ID 2887778,‎ 19 décembre 2016 (lire en ligne, consulté le 9 novembre 2021)
- (en) Gopa Samanta et Sil Pallabi, « Negotiating Gendered Urban Space: Experiences of Women across Classes in India », dans Genre et Construction de la Géographie, Maison des Sciences de l’Homme d’Aquitaine, coll. « Épistémologie », 14 novembre 2019 (ISBN 978-2-85892-494-3, DOI 10.4000/books.msha.4801, lire en ligne), p. 209–222